# Dinumma rubiginea
Dinumma rubiginea là một loài bướm đêm trong họ Erebidae.